# مالکوم مک‌گوان
مالکوم مک‌گوان (انگلیسی: Malcolm McGowan؛ زادهٔ ۲۴ اکتبر ۱۹۵۵) قایقران روئینگ اهل بریتانیا است.
وی در مسابقات کشوری و بین‌المللی در مجموع برندهٔ ۲ مدال نقره شده‌است.